# Преска над Костревницо
Преска над Костревницо (словен. Preska nad Kostrevnico) је насељено место у општини Шмартно при Литији, Средњесловенска регија, Словенија.

## Историја
До територијалне реорганизације у Словенији била је у саставу старе општине Литија.

## Становништво
У попису становништва из 2011. године, Преска над Костревницо је имала 97 становника.
| Број становника према пописима | Број становника према пописима | Број становника према пописима |
| ------------------------------ | ------------------------------ | ------------------------------ |
| 1991                           | 2002                           | 2011                           |
| 73                             | 90                             | 97                             |

Напомена: До 1955. исказивано под именом Преска.